# Ново-Андреевка (Могилёвская область)
Ново-Андреевка (бел. Нова-Андрэеўка) — деревня в составе Славковичского сельсовета Глусского района Могилёвской области Белоруссии.
До упразднения 20 ноября 2013 года Клетненского сельсовета входила в его состав.

## Население
- 1999 год — 91 человек
- 2009 год — 44 человека